# Google Hotpot
Google Hotpot é um serviço disponibilizado pelo Google, que permite ao usuário avaliar lugares e obter recomendações personalizadas a partir de suas pesquisas no Google.